# Strada statale 463 del Tagliamento
La ex strada statale 463 del Tagliamento (SS 463), ora strada regionale 463 del Tagliamento (SR 463) in Friuli-Venezia Giulia e strada provinciale 463 del Tagliamento (SP 463) in Veneto, è una strada regionale e provinciale italiana. Parte dall'Alto Friuli correndo, per quasi la sua interezza parallela al fiume Tagliamento che ne dà il nome, per collegarsi con la provincia di Pordenone e la parte orientale di quella di Venezia.

## Storia
La SS 463 venne istituita nel 1964.
Fino al 1932, il tracciato della SS 463 era stato parte di due strade statali: da Gemona al Ponte della Delizia era parte della strada statale 13 Pontebbana, mentre dal Ponte della Delizia a Portogruaro era parte della strada statale 53 Postumia.
Sino agli anni '80 la strada iniziava nel centro storico di Gemona comprendendo le vie Sottocastello, Piovega, Osoppo e Rondins per poi ricongiungersi sulla Pontebbana nel vecchio incrocio a raso.

## Percorso
Nasce all'incrocio con la strada statale 13 Pontebbana, nella zona pianeggiante del comune di Gemona del Friuli. Correndo verso Sud-Ovest tocca Osoppo, Comerzo per poi lambire l'abitato di San Daniele del Friuli. Prosegue verso Carpacco e Dignano ove si interseca con la SR 464. La strada scende ancora verso sud, sempre parallela al Tagliamento fino al bivio Coseat ove reincontra la SS 13.
Qui la strada s'interrompe di fatto per poi ricominciare dopo il ponte della Delizia (che fa parte della SS 13) superando il Tagliamento e conducendo in provincia di Pordenone. Subito dopo il ponte la strada ricomincia divergendo dalla SS 13 con una deviazione verso sinistra per toccare i comuni di San Vito al Tagliamento, Sesto al Reghena e Cordovado prima di entrare nella provincia di Venezia. La strada, dopo le località di Cintello e Portovecchio, termina a Portogruaro.
La progressiva chilometrica al bivio Coseat si interrompe a quota 38+987 (anche se è presente un cartello che segnala il km 39), mentre al momento di ridivergere riprende da quota 41+575; questo in quanto il tratto che comprende anche il ponte della Delizia, pur appartenendo formalmente alla sola SS 13, di fatto è in comune tra le due strade. Si noti che in situazioni analoghe altrove, non è stato rispettato questo accorgimento, riprendendo la progressiva dal valore esatto a cui la si era interrotta, senza tener conto del tratto in comune; a tal proposito non esistono direttive specifiche, per cui ogni caso finisce per fare a sé.
Può essere degno di nota osservare anche che, nel primo tratto, quello tra Gemona del Friuli e il Bivio Coseat di Codroipo, la lunghezza è circa 10 chilometri inferiore rispetto al percorso con estremi nelle stesse località ma passante per la storicamente più importante SS 13: la motivazione è da ricercarsi nel fatto che la Pontebbana, passando per Udine, si estende (rispetto al suo chilometraggio, quindi secondo il verso opposto Codroipo-Gemona) in direzione est per poi piegare nuovamente verso ovest, mentre si dirige a nord del capoluogo friulano.
In seguito al decreto legislativo n. 112 del 1998, dal 1º ottobre 2001, la gestione del tratto veneto è passata dall'ANAS alla Regione Veneto che ha provveduto al trasferimento al demanio della Provincia di Venezia. Dal 1º gennaio 2008 la gestione del tratto friulano è passata alla Regione Friuli-Venezia Giulia, che ha provveduto al trasferimento delle competenze alla società Friuli Venezia Giulia Strade S.p.A..

### Tabella percorso
| Statale 463 del Tagliamento |                                           |      |      |           |
| Tipo                        | Indicazione                               | ↓km↓ | ↑km↑ | Provincia |
|                             | SS 13 Pontebbana - Gemona del Friuli      | 0,0  | 0,0  | UD        |
|                             | Osoppo - SP 63 del Rivillino              | 1,9  | 63,1 | UD        |
|                             | SP 49 Osovana                             | 5,9  | 59,1 | UD        |
|                             | SP 84 del Ponte di Cornino                | 9,2  | 55,8 | UD        |
|                             | Majano - SS 46 Juliense                   | 10,3 | 54,7 | UD        |
|                             | San Daniele del Friuli- SP 5 Sandanielese | 15,3 | 49,7 | UD        |
|                             | SP 116 di Arcano                          | 15,7 | 49,3 | UD        |
|                             | SP 62 di Coseano                          | 21,3 | 43,7 | UD        |
|                             | Dignano - SR 464 di Spilimbergo           | 25,2 | 39,8 | UD        |
|                             | Sant'Odorico di Flaibano                  | 29,8 | 35,2 | UD        |
|                             | Rivis di Sedegliano                       | 34,2 | 30,8 | UD        |
|                             | SP 52 di Sedegliano                       | 36,3 | 28,7 | UD        |
|                             | SS 13 Pontebbana - Ponte sul Tagliamento  | 38,8 | 26,2 | UD/PN     |
|                             | Zona industriale Ponte Rosso              | 44,0 | 21,0 | PN        |
|                             | San Vito al Tagliamento                   | 47,8 | 17,2 | PN        |
|                             | SP 8 di S. Michele                        | 51,2 | 13,8 | PN        |
|                             | SP 41 di Bagnarola                        | 56,1 | 8,9  | PN        |
|                             | Cordovado - SP 13 di Cordovado            | 56,3 | 8,7  | PN        |
|                             | Confine di regione                        | 57,4 | 7,6  | PN/VE     |
|                             | Portogruaro                               | 65,0 | 0,0  | VE        |